# Hugo Auradou
Hugo Auradou, nacido el 20 de julio del 2003 en Sèvres (Altos del Sena), es un jugador no profesional. francés de rugby a XV que juega como segunda línea con la Section Paloise.  
Ganó el campeonato del Mundo Juvenil en 2023 con la selección de Francia.
Es hijo del internacional francés David Auradou, mientras que su hermano mayor Paul juega en el Racing Club Narbonnais .

## Biografía

### Formación
Hugo Auradou es hijo del jugador internacional francés de rugby a XV, David Auradou. Su hermano mayor, Paul, también juega al rugby a XV y ha jugado en la Section paloise.Hugo comenzó jugando al fútbol antes de cambiar a rugby, siguiendo los pasos de su padre y su hermano, en el Club athlétique sarladais y luego en el Stade montois rugby. En el Stade Montois, fue seleccionado para participar en el Top 100, que reúne a los mejores jugadores en su categoría de edad durante una semana. Luego se unió a la Section Paloise en 2020, donde inicialmente jugó con los espoirs,siendo capitán de este equipo.

### Carrera profesional
Hugo Auradou disputó sus tres primeros partidos profesionales a los dieciocho años, durante la temporada 2021-2022 en la European Challenge Cup. En enero de 2022, fue convocado por la selección juvenil de Francia, con el que disputó cuatro partidos durante el Seis Naciones M20 2022
En la siguiente temporada, fue seleccionado en octubre de 2022 como compañero de entrenamiento para la preparación de la gira de otoño de la Selección de rugby de Francia, después de integrarse al grupo profesional de la Section Paloise. Luego debutó en el Top 14 frente al Aviron Bayonnais en diciembre de 2022, donde recibió una tarjeta amarilla Después de una serie de partidos, sufrió una lesión a finales de febrero de 2023 contra el Stade Toulousain.
Durante esta serie de partidos, fue seleccionado para el Seis Naciones M20 2023 junto con otros seis jugadores de Pau. Sin embargo, solo participó en la segunda jornada, frente a Irlanda, donde fue titular y marcó un ensayo pero no pudo evitar la derrota de su equipo. Al final de la temporada, fue seleccionado para el campeonato del Mundo Juvenil en 2023 junto con otros tres compañeros de la Section: Théo Attissogbé, Brent Liufau y Clément Mondinat. Al término del campeonato, fue coronado campeón del mundo con sus compañeros después de ganar ampliamente la final con un marcador de 50 a 14 frente a los irlandeses, donde tuvo una destacada actuación. Durante el torneo, formó la segunda línea titular junto a Posolo Tuilagi.
En la temporada 2023-2024, Hugo Auradou se destacó como un jugador clave de la Section Paloise. A pesar de la llegada de Sam Whitelock, leyenda de los All Blacks, su tiempo de juego aumentó regularmente. Auradou consideró la llegada de Whitelock como una oportunidad de aprendizaje y adquisición de experiencia. A lo largo de la temporada, sus responsabilidades en el equipo se ampliaron, especialmente debido a su creciente contribución defensiva. En abril de 2024, sufrió una grave lesión en el tobillo que puso fin a su temporada. Es el segundo jugador palois en su posición en sufrir una lesión grave después de Mickaël Capelli a principios de año.

## Premios
- Ganador del Campeonato del Mundo Júnior en 2023 con la selección francesa sub-20 .